# Богатир (Бахчисарайський район)
Богати́р (до кінця XVIII століття — Багати́р, крим. Bağatır) — село в Україні, у Бахчисарайському районі Автономної Республіки Крим. Підпорядковане Зеленівській сільській раді. Розташоване на південному сході району.
В селі відновлена та діє старовинна мечеть та медресе.

## Географія
Село розташоване в горах на південному сході району, на західному схилі масиву Бойка, у верхів'ях річки Бельбек, висота над рівнем моря — 386 м. Село лежить за 3 км від шосе, що проходить по Бельбекській долині, на Многоріччя (є путівець, по якому менше 2 км) і за 8 км від 30-го кілометра шосе E105 (Бахчисарай — Ялта) в селі Аромат.
Відстань до Бахчисараю близько 38 кілометрів, найближча залізнична станція — Сирень, приблизно за 30 кілометрів. Сусідні села: Нагірне в 1 кілометрі і Зелене — приблизно в 1 кілометрі.

## Історія
За матеріалами археологічних досліджень околиць села, час його виникнення можна віднести VIII століття, одночасно з поселеннями на вершині масиву Бойка. Населяли місцевість корінне населення змішане з переселенцями, що прийшли сюди ще в III століття, що створили християнське князівство Дори — Феодоро. Існує думка, що в пізній час Богатир входив в особистий домен правителів Мангупу, об'єднаний навколо сусіднього села Гавро, чию назву виводять від прізвища Гаврасів — династії мангупських князів.
Після розгрому князівства Османська імперія його землі включили в Кефінський еялет імперії, а Богатир — в Мангупський кадилик еялета. З часу турецького володарювання дійшов і перший документ, що зберігся, з 1542 року, у якому зустрічається назва села.
Зустрічається селище Бахадир кадилика Мангуб  у 1652 році в джизї дефтера Ліва-і Кефе — податковій відомості по Кефінському еялету, згідно з якою в селі залишалися всього дві християнські сім'ї.
У «Відомості про виведених з Криму в Приазов'ї християн» Олександра Суворова від 18 вересня 1778 року, після приєднання еялета до Кримському ханству, Багатир не значиться, але, мабуть, тут достовірніше відомість митрополита Ігнатія, по якій з села виїхало 63 урумських сім'ї, які заснували на новому місці село Багатир..

### Російська імперія
Після анексії Криму Російською імперією, за новим адміністративним устроєм, Багатир, з 8 лютого 1784 року, приписали до Сімферопольському повіту Таврійської області, після Павлівських реформ, з 1792 по 1802 рік, входив в Акмечетський повіт Новоросійської губернії, а після створення 8 (20) жовтня 1802 року Таврійської губернії, Богатир віднесли до Махульдурської волості Сімферопольського повіту (з 8 (20) жовтня 1802 року — Таврійської губернії). Згідно зі складеною в 1805 році Відомості про усі селища, у що Сімферопольському повіті полягають у селі в 16 дворах проживали 102 кримські татари, на військовій карті 1817 рік значиться 35 будинків.
У 1829 року в губернії провели адміністративну реформу, у результаті Богатир віднесли до Озенбашської волості, а через 9 років, в 1838 року, у знову створеному Ялтинському повіті була утворена Богатирська волость (Крим) (при цьому волосне правління офіційно знаходилося в селі Гавро, а фактично — у перетину повітового шосе на Озенбаш з дорогою Бахчисарай — Ялта). Богатирська волость проіснувала до радянської територіальної реформи 1921 року
На військовій карті 1842 року у Багатирі вказані 80 дворів, а в складеному в 1864 році «Списку населених місць Таврійської губернії» — 438 жителів в 62 дворах і вказана мечеть. Результати Х ревізії 1887 року були внесені в «Пам'ятну книгу Таврійської губернії 1889 р»., по якій у Богатирі проживало 606 жителів в 118 дворах, а через рік військові топографи нарахували 129 будинків і уточнили, що усі жителі — кримські татари. Перепис 1897 року зафіксувала в селі 710 жителів, також виключно кримських татар.
Згідно з «Статистичним довідником Таврійської губернії, ч.1., Статистичний нарис Таврійської губернії, частина II, Випуск восьмий. за 1915 рік»у Богатирі на початку XX століття виділявся маєток Сеїт Бея Булгакова, великого землевласника і відомого мецената.

### Новий час
В ході адміністративних реформ 1920-х років, у 1926 році, за новим адміністративним устроєм, Богатир відносився до Бахчисарайського району, а саме село було центром Багатирської сільради. У 1930 році був створений новий Фотисальский район (з 1933 року — Куйбишевський), куди віднесли і Богатир. У ті ж роки була ліквідована сільрада (у списках 1940 року вже не значиться).
Під час Німецько-радянської війни, після звільнення Криму, згідно з Постановою ДКО № 5859 від 11 травня 1944 року 18 травня 1944 року усі кримські татари Богатиря насильно виселені в Центральну Азію, а в порожні будинки заселили переселенців з України.

### Україна
30 грудня 1962 року, згідно з Указом Президії Верховної Ради УРСР «Про укрупнення сільських районів Кримської області», Куйбишевський район приєднали до Бахчисарайського.

## Населення
Згідно з переписом УРСР 1989 року чисельність наявного населення села становила 177 осіб, з яких 81 чоловік та 96 жінок.
За переписом населення України 2001 року в селі мешкали 183 особи.

### Динаміка чисельності населення
- 1542 — 41 родина, 7 сімей, у яких помер чоловік — глава сім'ї, 25 дорослих холостяків.
- 1805 — 102 чол. (всі кримські татари)
- 1864 — 438 чол.
- 1887 — 606 чол.
- 1897 — 710 чол. (всі кримські татари)
- 1926 — 598 чол. (591 кримських татар)
- 1939 — 596 чол.
- 1989 — 177 чол.
- 2001 — 188 чол.

### Мова
Розподіл населення за рідною мовою за даними перепису 2001 року:
| Мова              | Відсоток |
| ----------------- | -------- |
| кримськотатарська | 50,53 %  |
| російська         | 42,02 %  |
| українська        | 6,91 %   |
| інші              | 0,54 %   |

## Адреса органу місцевого самоврядування
Україна, Автономна Республіка Крим, Бахчисарайський район, село Зелене, вул. Поштова, 3